# Rail Baltica
Rail Baltica est un projet ferroviaire européen, prioritaire dans le cadre du réseau transeuropéen de transport (TEN-T) de l'Union européenne. L'achèvement du projet, actuellement en construction, est prévu pour 2030, avec une mise en service partielle en 2028.

## Description

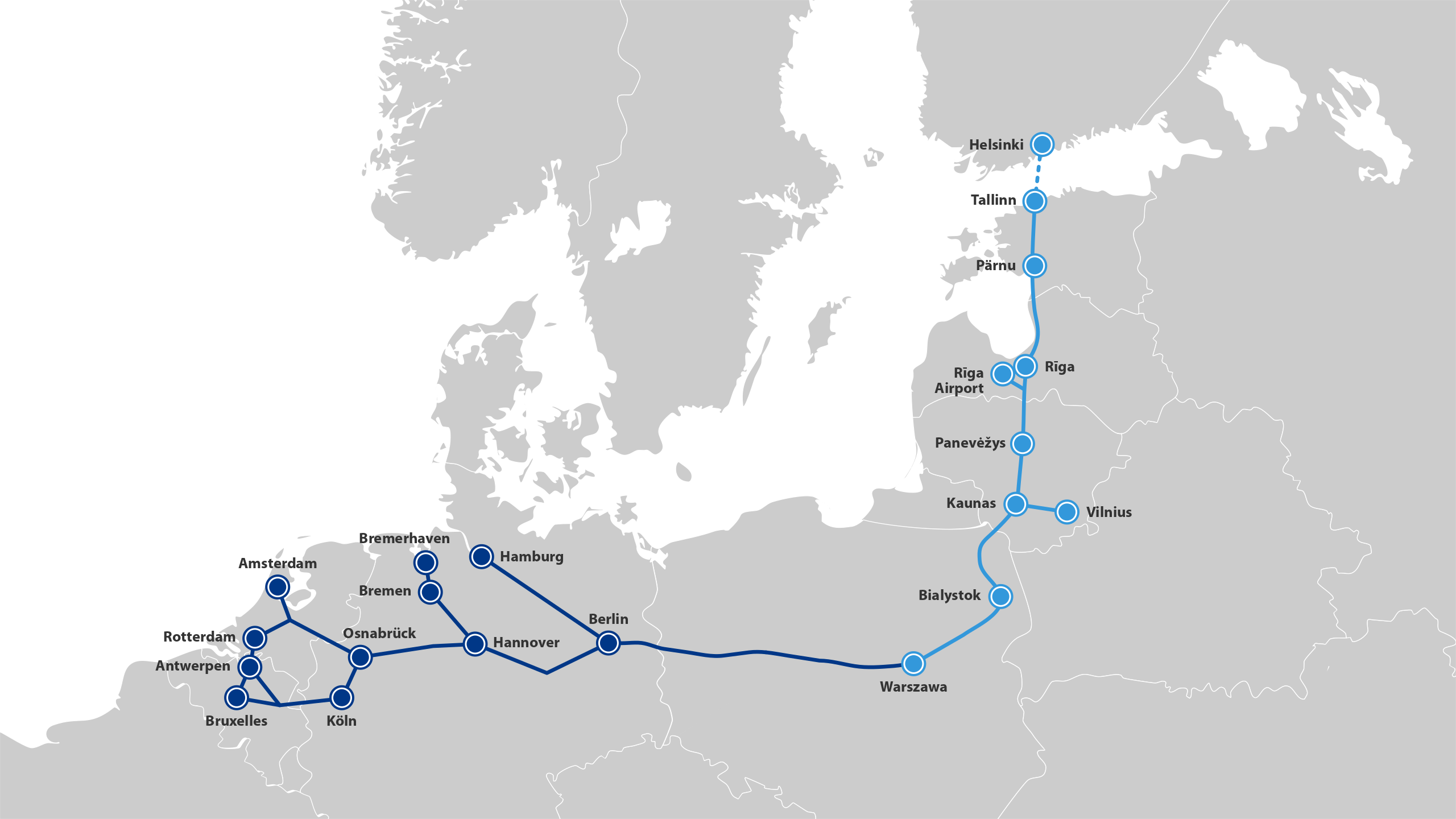
Le projet Rail Baltica, partie du corridor Mer du Nord-Baltique.

- Vitesse opérationnelle max 310-320 km/h
- Vitesse opérationnelle max 270-300 km/h
- Vitesse opérationnelle max 240-260 km/h
- Vitesse opérationnelle max 200-230 km/h
- En construction avec vitesse opérationnelle max ≥ 200 km/h
- Vitesse opérationnelle max < 200 km/h

Le projet a pour objectif de relier la Finlande, les pays baltes et la Pologne et d'améliorer les liaisons entre l'Europe occidentale et l'Europe orientale. Il s'agit d'avoir une voie ferrée de Tallinn (Estonie) à Varsovie en (Pologne), en passant par Riga (Lettonie) et Kaunas (Lituanie). Il contournera l'Oblast de Kaliningrad (Russie) et Hrodna (Biélorussie) où passaient les deux voies ferrées historiques entre la Pologne et la Lituanie.
Le projet comprend une ligne nouvelle principale de 703 km de Tallinn à la frontière lituano-polonaise via Riga et Kaunas, une ligne d'évitement de Riga de 31 km (au lieu de 73 km par la ligne principale desservant Riga et son aéroport, soit un raccourci d'environ 42 km), une branche Kaunas-Vilnius de 89 km ainsi qu'environ 357 km de ligne modernisée (ou localement nouvelle) entre la frontière lituano-polonaise et Varsovie, soit une distance Tallinn-Varsovie d'environ 1060 km via Riga ou 1018 km via l'évitement de Riga,. La section entre Helsinki et Tallinn sera dans un premier temps assurée par traversier et par la suite le tunnel Helsinki-Tallinn devrait permettre une voie ferrée jusqu'à Helsinki (Finlande).
Rail Baltica doit permettre de continuer à diminuer la dépendance balte à la Russie, alors que les lignes de trains, l'approvisionnement en gaz et le réseau électrique étaient largement dépendants du voisin russe. La voie ferrée est conçue pour pouvoir assurer aussi le passage de fret militaire, même si l'aspect civil est prépondérant d'un point de vue économique.

### Gares et terminaux
Le projet ferroviaire permettra le transport intermodal et le transport multimodal, c'est-à-dire le transport de marchandises par deux modes de transport ou plus.
Rail Baltica prévoit la construction de trois terminaux multimodaux de fret qui seront situés dans le port de Muuga en Estonie, à Salaspils en Lettonie et à Kaunas en Lituanie.
Le parcours aura sept gares de passagers internationales à Tallinn, Pärnu, Riga, l'aéroport de Riga, Panevežys, Kaunas et Vilnius.

### Voie ferrée
Rail Baltica sera une nouvelle voie rapide à double voie électrifiée et équipée d'une ligne ERTMS avec une vitesse maximale de 249 km/h pour les trains de voyageurs et 120 km/h pour les trains de marchandises.
La nouvelle ligne de chemin de fer sera conçue avec un écartement de 1 435 mm. C'est un changement pour les États baltes qui ont hérité d'un réseau à l'écartement russe de 1 520 mm. Les autres principaux paramètres techniques sont les suivants:
- longueur maximale des trains de marchandises de 1 050 m.
- charge maximale par essieu de 25 tonnes.
- Alimentation de 25 kV.
- niveau 2 de l'ERTMS, référence 3[12].
- paramètres sont conformes aux spécifications techniques d'interopérabilité de l'UE (TSI - P2, F1)[13].

## Projet précédent: Rail Baltica I achevé en 2015

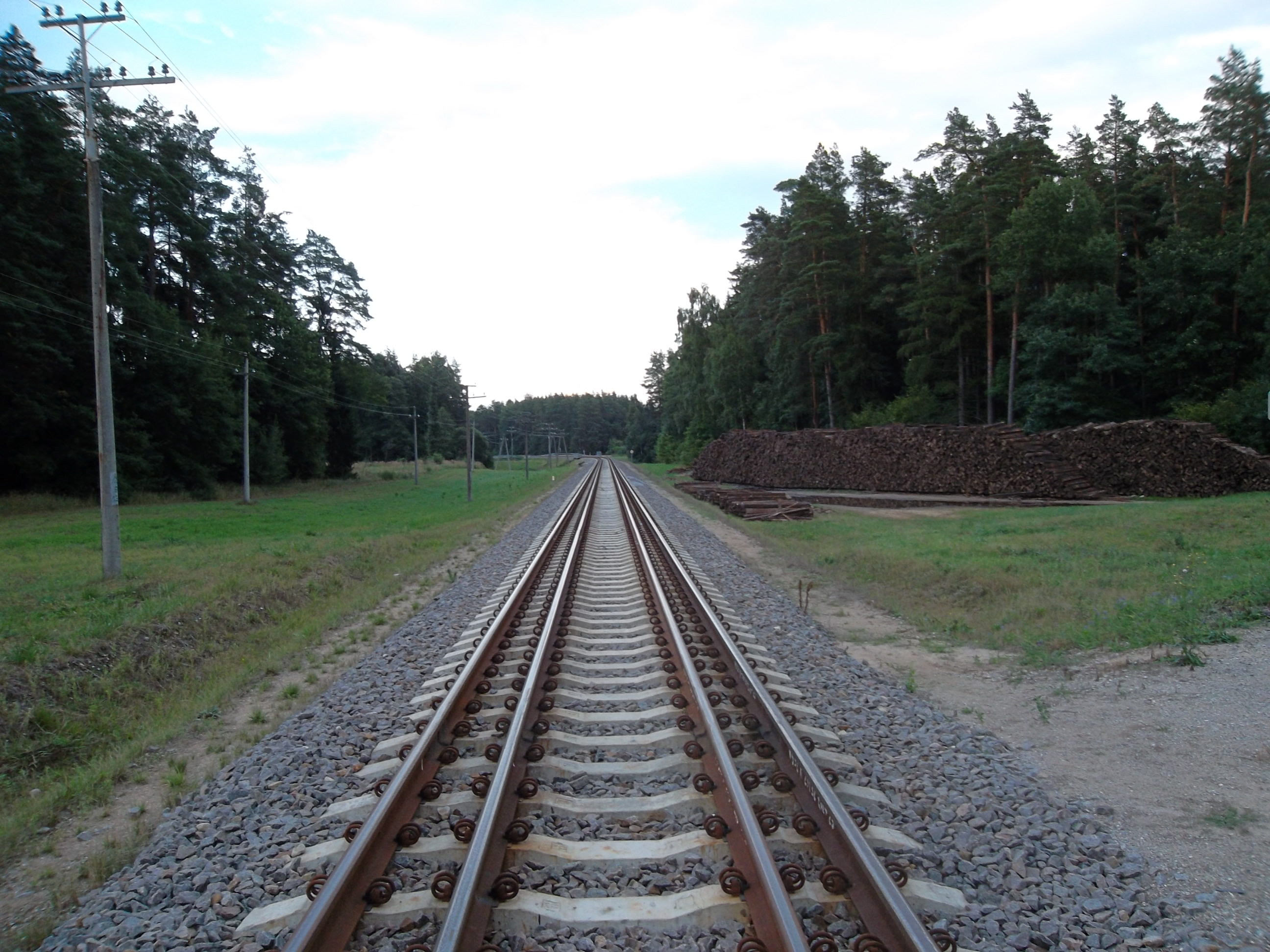
Différence entre l'écartement 1520 mm et 1435 mm

Le nom "Rail Baltica" a aussi parfois été utilisé pour parler de la première phase de construction d'une ligne ferroviaire à l'écartement européen depuis la Pologne jusqu'à la frontière lituanienne et jusqu'à Kaunas en Lituanie. Elle est inaugurée le 16 octobre 2015. Le projet, qui construit une voie à l'écartement européen le long de la ligne existante à l'écartement russe, coûte 380 millions d'euros. La ligne longue de 119 km permet la circulaiton des trains diesel, avec des trains de voyageurs allant jusqu'à 120 km/h et des trains de fret jusqu'à 80 km/h. Des vitesses plus élevées dépendront d'une future électrification, d'un nouveau système de signalisation, et des passages à niveau. En juin 2016, les Lithuanian Railways et Polregio lancèrent un service de train de voyageurs du week-end entre Kaunas et Białystok.

## Déroulement du projet

Le projet Rail Baltica en 2006, avec deux tracés alors envisagés (le tracé finalement choisi est intermédiaire, passant par Panevėžys en Lituanie et Pärnu en Estonie).

### Origines
Le projet Rail Baltica découle des trois conférences paneuropéennes des transports qui se sont tenues respectivement à Prague (1991), en Crète (1994) puis à Helsinki (1997). « Rail Baltica » correspond à la partie voie ferrée, de Tallin à Varsovie, du premier des neuf corridors paneuropéens de transport qui ont été définis à conférence de Crète en mars 1994, tandis que la partie routière est appelée « Via Baltica » (partie de la Route européenne E67).

### Planification et conception
La phase de planification de Rail Baltica s'est déroulée de 2010 à 2017. La phase de conception a commencé en 2016, les activités de conception de la gare centrale de Riga et à la gare de passagers de l'aéroport international de Riga en Lettonie devant se poursuivre jusqu'en 2023.

### Construction

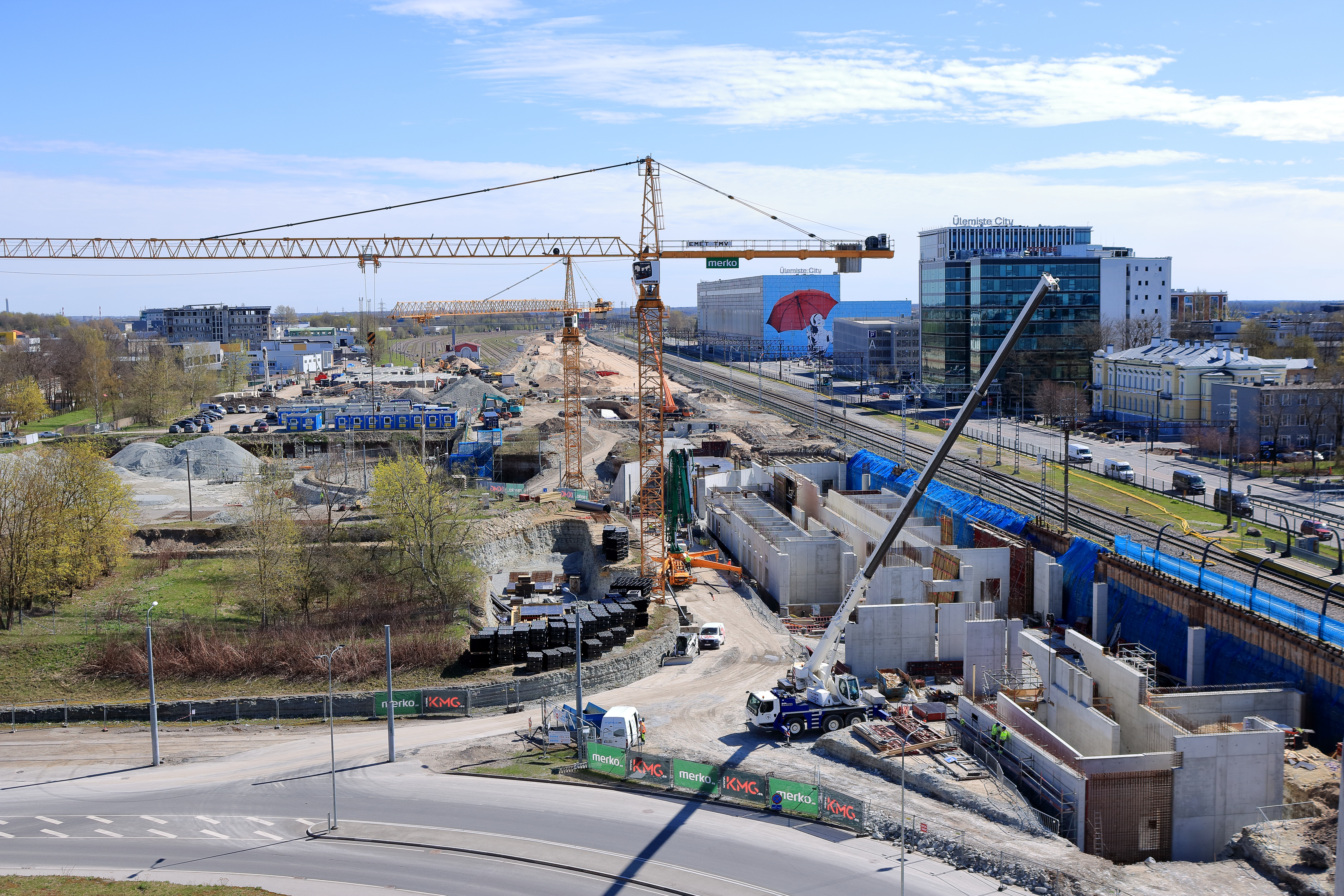
Rail Baltica, terminal, 2024

#### Pays baltes (ligne nouvelle)

Vitesses maximales en Pologne sur le corridor Rail Baltica, entre Varsovie et la frontière lituanienne (2022/2023).

En 2017-2018, il était prévu que la construction de l'infrastructure de Rail Baltica commencerait en 2019 et serait achevée en 2026,.
En raison de l'annulation par la justice estonienne d'une partie du trajet à Pärnu, le projet devrait être retardé et s'achever après 2026. On estime que les coûts ont augmenté en raison de la construction des écoducs.
En 2023, l'achèvement du projet est prévu pour 2030, avec une mise en service partielle en 2028. Quelques parties sont déjà en construction comme autour de Jonava au 1 mars 2024 et le quai dédié de la Gare centrale de Riga.

#### Pologne (modernisation du réseau existant et section nouvelle)
La ligne de Varsovie à la frontière lituanienne, d'environ 374 km (et 357 km après travaux), est en cours de modernisation, à l'issue de laquelle la vitesse y sera portée à 200 km/h, voire 250 km/h sur certaines sections, contre des vitesses opérationnelles d'environ 120 km/h auparavant. Le temps de parcours sera ainsi réduit à environ 3 h au lieu de plus de 5 h. Le chantier y est divisé en 5 sections, Varsovie-Sadowne, Sadowne-Czyżew, Czyżew-Białystok, Białystok-Ełk, et enfin, Ełk-frontière lituanienne, cette dernière section ayant la particularité d'inclure un ligne nouvelle (raccourcissant cette section à environ 69 km au lieu de 87 km) et de devoir être nouvellement électrifiée. En 2025, il est prévu que le dernier de ces chantiers soit achevé peu après 2030.

## Critique
Selon un rapport de la cour des comptes européenne publié en juin 2020, le projet devrait avoir quatre ans de retard, et s'achever en 2030 au lieu de 2026 et dépasser son budget pour coûter sept milliards d'euros au lieu de cinq initialement. La cour met également en doute la viabilité financière de la ligne une fois celle-ci achevée. Le site officiel de Rail Baltica, en 2023, indique effectivement une prévision d'achèvement du projet pour 2030, avec toutefois une mise en service partielle dès 2028.
Les instruments de propagande russe comme l'agence de presse Sputnik ou les « usines à troll » dépeignent négativement le projet et exagèrent son importance militaire.
Ainsi, le site russe Vzgliad, connu pour sa proximité avec les autorités russes, affirmait en 2021 que la ligne ne répondait pas à un besoin des passagers, la circulation transfrontalière entre les États baltes étant très faible et selon lui peu susceptible d'augmenter. Par ailleurs le transport de fret se faisait alors depuis la Russie vers les ports de la Baltique, en l'absence de production industrielle d'importance dans les pays baltes. La véritable raison de la construction de la ligne, selon le site russe, est le transport de matériel militaire entre des pays faisant partie de l'OTAN.

### Vidégographie
- « Europe's Megaproject to Replace Russian Railways (Chaine B1M, produit par Adam Savage) » (consulté le 1er mai 2024)